# Bomba Estéreo

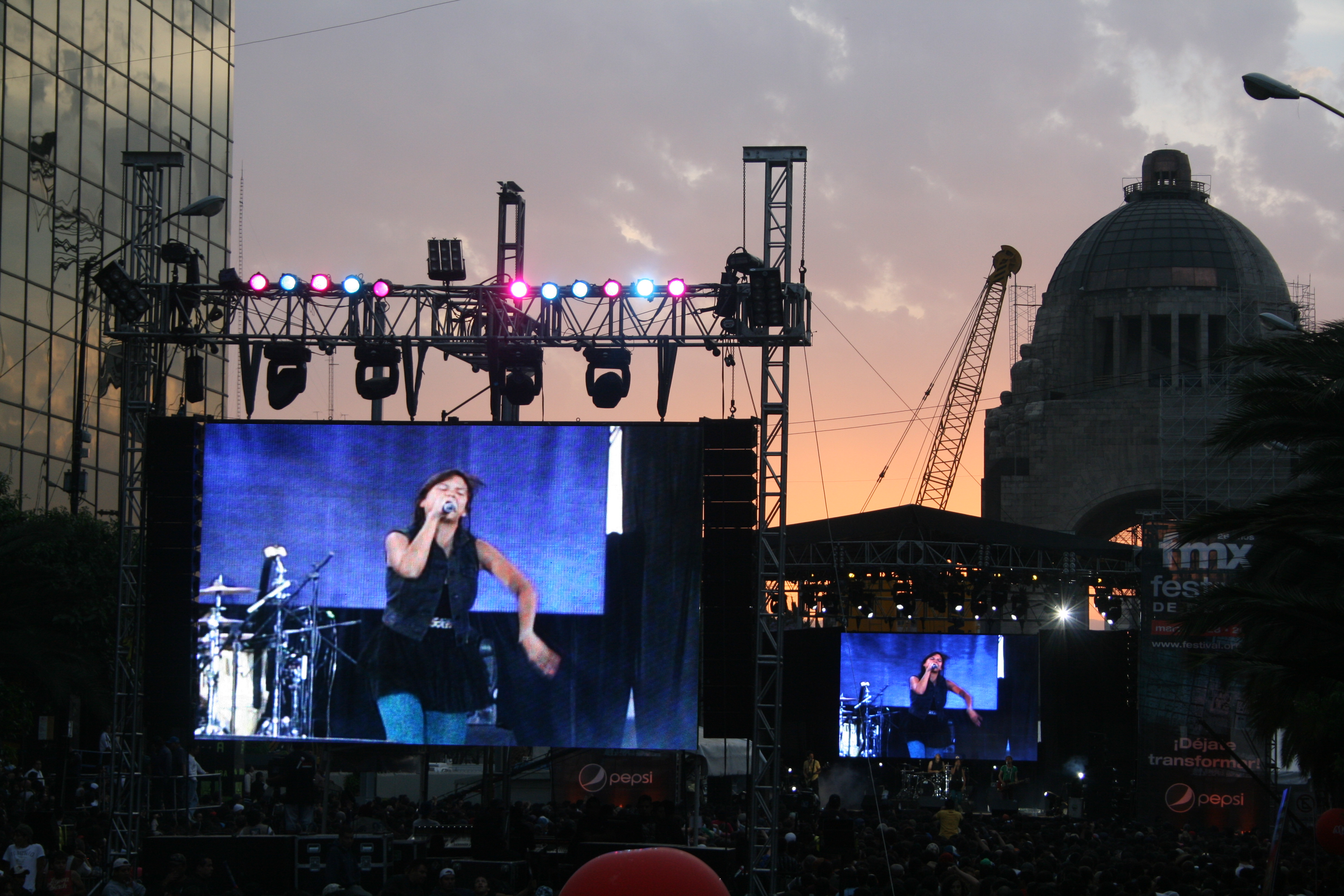
Bomba Estéreo auf einem Festival in Mexiko-Stadt, 2010

Bomba Estéreo ist eine 2005 gegründete kolumbianische Band, die traditionelle Cumbia der Region mit Electronic, Techno, Dancehall, Reggae, afro-karibischer Champeta und Hip-Hop kreuzt. Mit ihrem forciert-modernen Ethno-Dance-Sound sowie einer überdurchschnittlichen Live-Performance machte die Formation auch in Nordamerika und Europa von sich reden.

## Bandgeschichte
Gegründet wurden Bomba Estéreo 2005 in Bogotá. Die aus fünf Musikern bestehende Gruppe formierte sich zunächst als loses Kollektiv. Gründer war der gebürtige Spanier Simon Mejia. 2006 lernte Bassist Mejia, laut Eigenaussage gleichermaßen beeinflusst von Rock- und Techno-Musik, die aus Santa Marta stammende Sängerin Liliana Saumet kennen. Im selben Jahr noch erschien das erste offizielle Album der Band – lapidar mit dem Titel Volume 1 gekennzeichnet. Stilistisch in der traditionellen kolumbianischen Populärmusik, der Cumbia, verankert, reicherte die Band diese mit Elementen aus Techno, House sowie Rock-beeinflussten Klängen an. Als weitere Stilanleihen hinzu kamen Dancehall, Reggae, afrikanische Musik, Hip-Hop sowie eine Prise Surf.
Von Anfang an war die Gruppe stark auf Live-Konzerte versiert. Bald absolvierten Bomba Estéreo auch Tourneen außerhalb ihres Heimatlandes. 2008 erschien die zweite CD, Estalla. Veröffentlicht zunächst bei einem regionalen Label, erschien unter dem englischen Titel Blow Up im Folgejahr auch eine Version für den US-Markt. Die erste Tournee in den USA war mit den üblichen Startschwierigkeiten für ausländische Newcomer-Bands verbunden: geringes Budget, strapaziöse Reisebedingungen sowie Stress bei der Beschaffung der nötigen Einreisevisa. Simon Mejia zur Situation in der US-Botschaft in Bogotá: „Ehe ich mich versah, stand ich in einer Reihe von tausend Menschen und war im Begriff zu erfrieren. Wir hörten Polizisten Anweisungen geben über die Lautsprecheranlage und sahen Plakate, die vor Drogenhandel warnten. Ich verfluchte die ganze Welt und ihre Politik. Willkommen in der amerikanischen Botschaft in Bogotá. Glücklicherweise bekamen wir alle die Visa.“
2009 sowie die folgenden Jahre brachten weitere internationale Tourneen und Festivalauftritte – unter anderem in Mexiko, Brasilien und Argentinien sowie in Japan, den USA, Deutschland und anderen europäischen Ländern. Anlässlich der US-Summer Tour 2010 absolvierte die Gruppe Auftritte in Chicago, San Francisco, Philadelphia, New York, Boston, Washington und Seattle. Gelegentlich traten sie bei Konzerten zusammen mit anderen neuen lateinamerikanischen Bands auf wie zum Beispiel Calle 13, La 33 und Chocquibtown. Höhepunkt der US-Tournee 2010 war ein Auftritt auf dem SXSW-Festival in der Nähe der texanischen Hauptstadt Austin. Ein weiteres für die Bandgeschichte bedeutsames Ereignis war die Teilnahme von Simon Mejia am von Brian Eno begleiteten Rolex Mentorship Programm – zusammen mit den Musikern DJ Rupture und Ben Frost.
2011 erschien die dritte Veröffentlichung der Gruppe, die EP Ponta Bomb. Anders als bei den beiden Vollalben zuvor fokussierte die Band hier vor allem auf unterschiedliche Remixes eines Stücks – der Single-Auskoppelung Fuego. Zusätzlich veröffentlichte die Gruppe Fuego auch als Video-Clip.

## Stil und Medienresonanz
Die Kombination aus traditioneller Cumbia und modernen Popmusik-Spielarten ist ein wesentliches Alleinstellungsmerkmal von Bomba Estéreo. Bandgründer Mejia hält Cumbia mit seinen unterschiedlichen lokalen Ausprägungen für die lateinamerikanische Populärmusik schlechthin: „Cumbia ist eine wirklich kraftvolle Musik. Sie entstand in der Kolonialzeit, als sich indianische, afrikanische und spanische Einflüsse mischten. In Lateinamerika haben wir Cumbia von Mexiko bis Argentinien. Jedes Land hat seine eigene Art von Cumbia.“ Das Publikum bei Konzerten, so Mejia bei einer anderen Gelegenheit, sei allerdings nicht spezifisch lateinamerikanisch, sondern eher gemischt.
Traditionelle Cumbia plus zeitgenössische Sounds – funktioniert dieses Rezept auch kommerziell? In Bezug auf Bomba Estéreo beantwortete die Webseite MTV Iggy die Frage eindeutig positiv: „Mit einem Fuß in der traditionellen erdigen lateinamerikanischen Musik stehend, mit dem anderen auf dem Edelstahl-Boden moderner Electronica, würde man denken, dass der Balanceakt von Bomba Estéreo zum Scheitern verurteilt ist. Man könnte denken, es sei nur eine Frage der Zeit, bis die Band den Halt verliert und in den Abgrund stürzt angesichts der zu ehrgeizigen Crossover-Projekte. Aber nichts davon wäre weiter von der Wahrheit entfernt.“ Regelmäßig mit Lob bedacht wird darüber hinaus die Live-Performance der Gruppe. Anlässlich des Auftritts vom Bomba Estéreo auf dem Summerjam-Festival in der Nähe von Köln 2012 priesen die Veranstalter auf ihrer Website explizit die Live-Qualitäten der Gruppe: „Bomba Estéreo-Konzerte sind wahrhaft ein Erlebnis. Liliana Saumet beherrscht die Bühne und das Publikum mit ihrer Präsenz und ihrer Attitude irgendwo zwischen Nelly Furtado und M.I.A., während die Band einen absolut hypnotischen Sound mit Beats und Bass zaubert. Wer sich dem entzieht, hat kein Herz und keine Füße. Auf der WOMEX 2010 in Kopenhagen verwandelten Bomba Estéreo bei ihrem Showcase das aufgeräumte Konzerthaus samt Publikum innerhalb weniger Minuten in eine brodelnde, tanzende, jubelnde Party. Und das schaffen nicht viele.“

## Diskografie
- Vol. 1 (2006; Polen Records)
- Estalla (2008; Polen Records)
- Blow Up (2009; Nacional Records, identisch mit Estalla)
- Fuego (2009, Single, US: Gold (Latin))
- Ponte Bomb EP (2011; Nacional Records)
- Elegancia Tropical (2012; Polen Records)
- Amanecer (2015; Sony Music, US: Gold (Latin), MX: Gold)
- Soy yo (2015; Sony Music, US: ×6Sechsfachplatin (Latin) , MX: Platin)
- Ayo (2017; Sony Music)
- To My Love (2018; Single, US: ×5Fünffachplatin (Latin) , MX: ×2×5Doppeldiamant + Fünffachgold )
- Playa grande (2019, mit Sofi Tukker, US: Gold)
- Live in Dublin (2019; Nacional Records)
- Deja (2021; Sony Music)